# Aa (Szwajcaria)

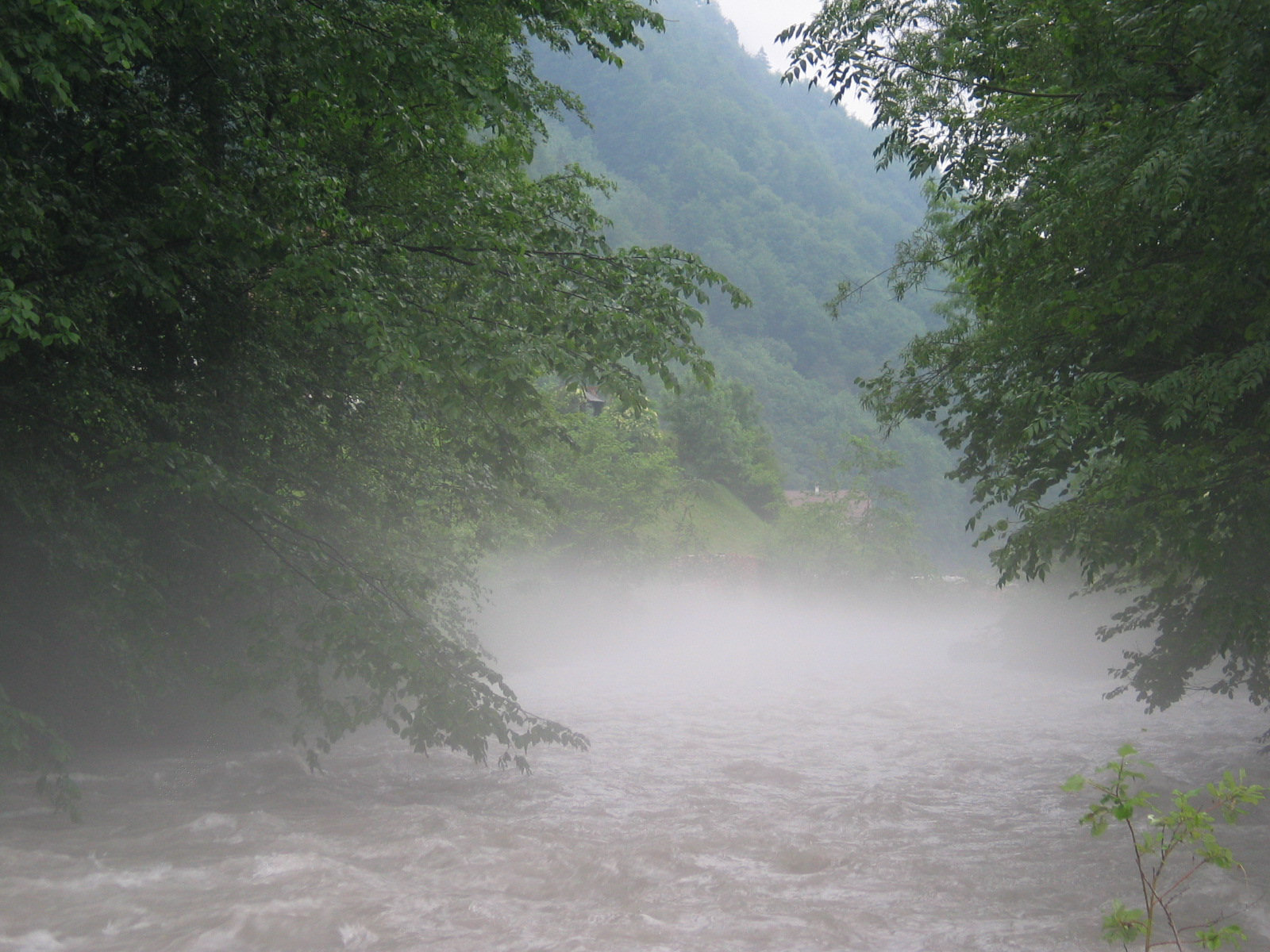
rzeka Aa

Aa (niem. Engelberger Aa; franc. Aa d'Engelberg) – rzeka w Szwajcarii. 
Źródła znajdują się w kantonie Uri, płynie następnie przez Unterwald i wpada do Jeziora Czterech Kantonów. Jej długość wynosi 37 km.